# هاینی توما
هاینی توما (آلمانی: Heini Thoma؛ زادهٔ ۱۶ اکتبر ۱۹۰۰ – درگذشتهٔ ۱۶ اکتبر ۱۹۸۲) قایقران روئینگ اهل سوئیس بود.
وی در مسابقات کشوری و بین‌المللی در مجموع برندهٔ ۳ مدال طلا، ۱ مدال برنز شده‌است.